# Proteoteras aesculana
Proteoteras aesculana är en fjärilsart som beskrevs av Riley 1881. Proteoteras aesculana ingår i släktet Proteoteras och familjen vecklare. Inga underarter finns listade i Catalogue of Life.

## Bildgalleri

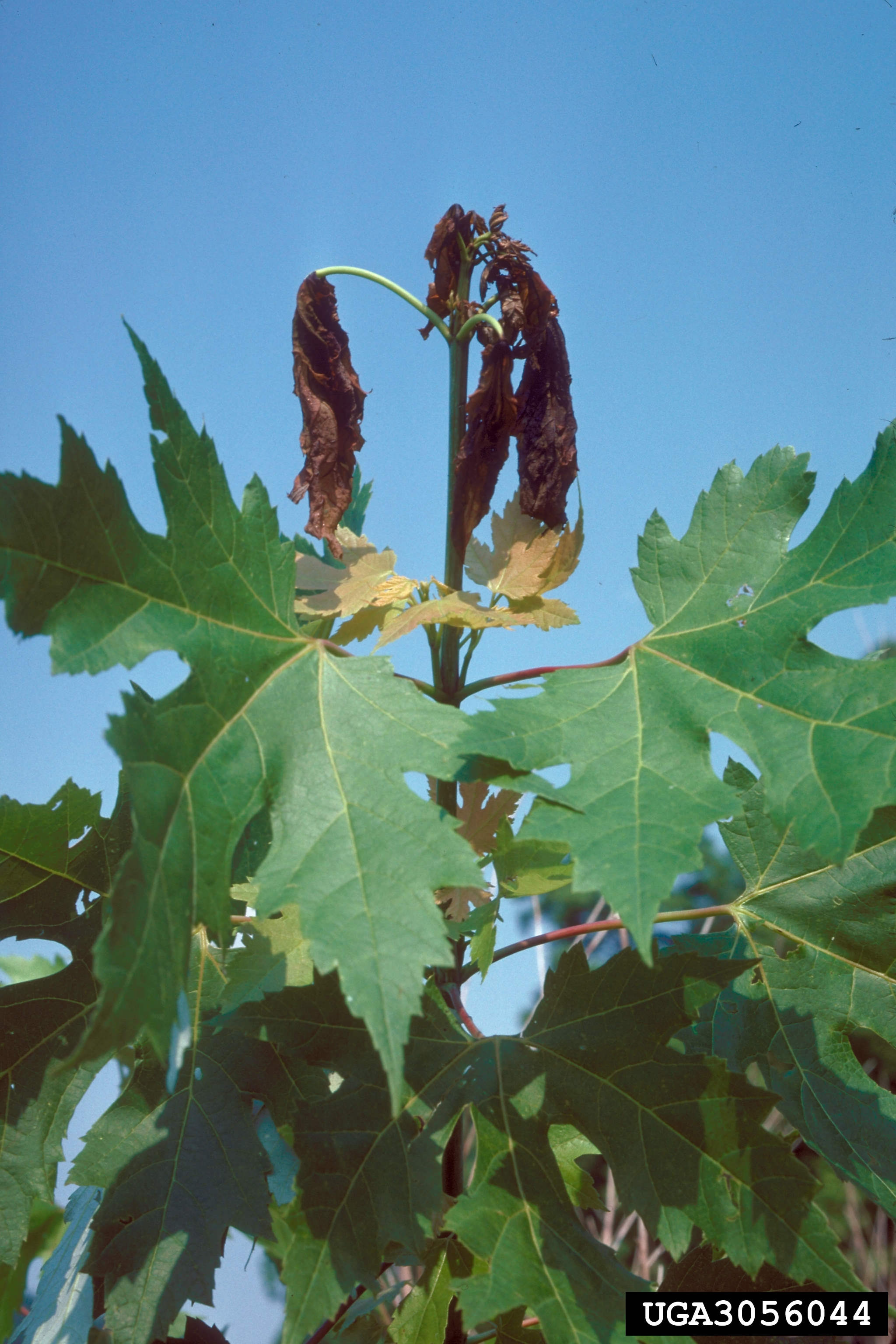
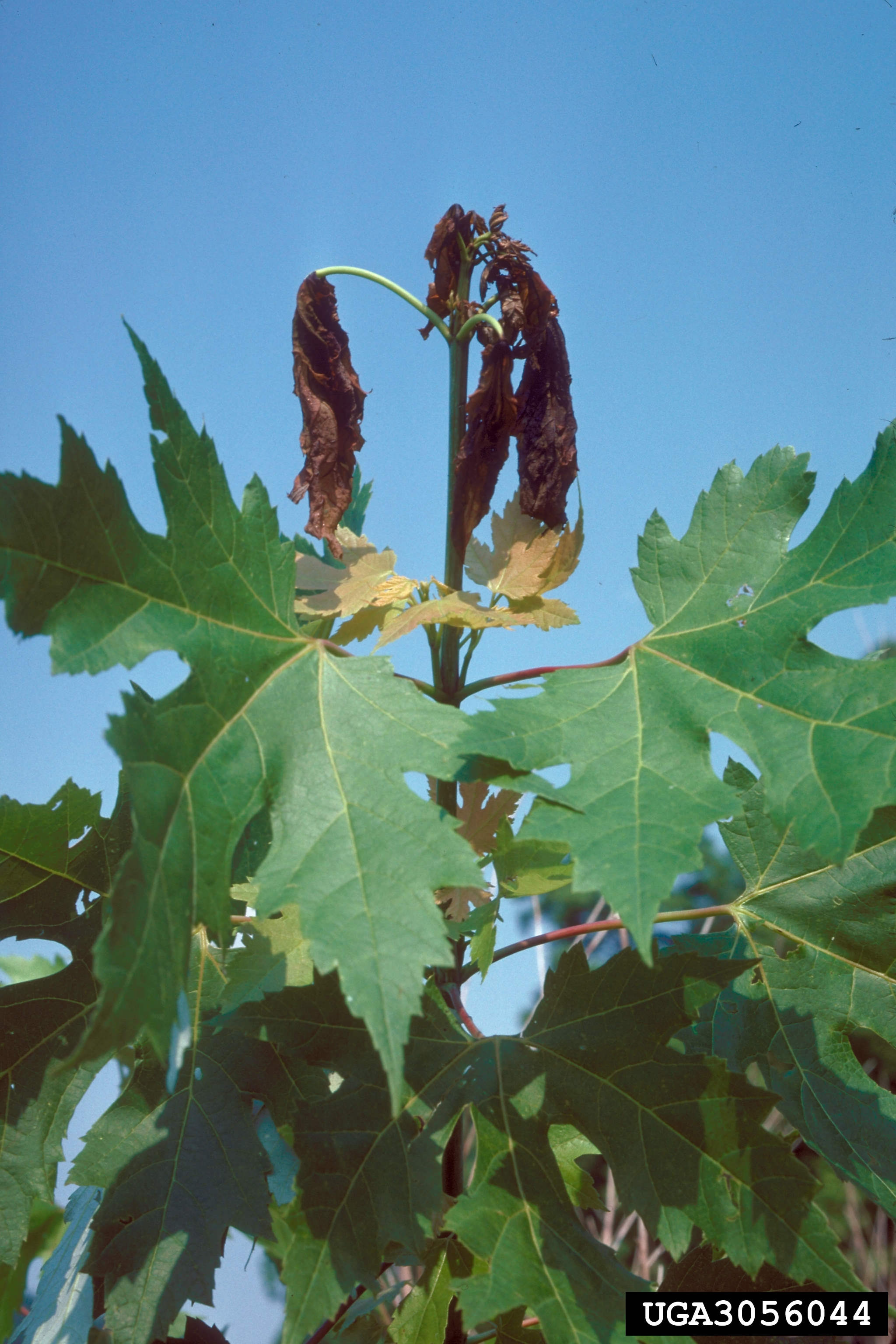